# F-ligan för damer
F-ligan (fi. F-liiga) är den högsta serien i innebandy för damer i Finland. Namnet F-ligan introducerades våren 2020 i samband med ligans förnyelse av varumärket. F-ligan för både damer och herrar ägs av ett gemensamt aktiebolag i Finlands innebandyförbunds regi.
Åren 2000–2020 användes namnet damernas innebandyliga (fi. Naisten Salibandyliiga) och man spelade om finskt mästerskap första gången säsongen 1988/1989.